# Topi Sorsakoski

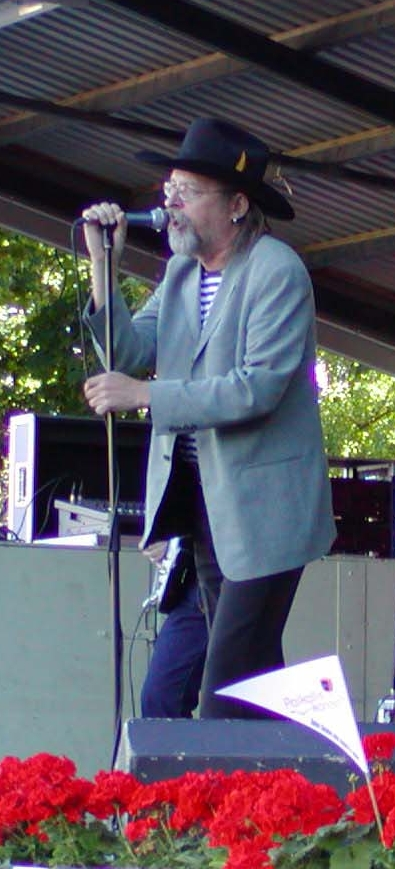
Topi Sorsakoski (2001)

Topi Sorsakoski (gebürtig: Pekka Erkki Juhani Tammilehto; * 27. Oktober 1952 in Ähtäri; † 13. August 2011 in Seinäjoki) war ein finnischer Rock- und Schlagersänger, der in den 1960er Jahren den finnischen Tango neu belebte.

## Leben und Wirken
Gemeinsam mit der Beatband Agents entwickelte er ein neues Genre, in dem Beat- und Schlagermusik verbunden wurden. Er begann als Gitarrist der Gruppe Jussi and the Boys, spielte dann mit den Agents und seit den 1990er Jahren als eigenständiger Sänger. Er war bekannt für die melancholische Interpretation seiner Stücke.

## Diskografie

### Alben
| Jahr | Titel                                           | Höchstplatzierung, Gesamtwochen, AuszeichnungChartsChartplatzierungen (Jahr, Titel, Platzierungen, Wochen, Auszeichnungen, Anmerkungen) | Anmerkungen                                       |
| Jahr | Titel                                           | FI | Anmerkungen                                       |
| ---- | ----------------------------------------------- | --- | ------------------------------------------------- |
| 1986 | In Beat                                         | FI28 ×2Doppelplatin · (1 Wo.)FI | Charteinstieg: 2020 mit Agents                    |
| 1986 | In memoriam                                     | FI12 (2 Wo.)FI | Charteinstieg: 2022 mit Agents                    |
| 1987 | Besame Mucho                                    | FI— ×2DoppelplatinFI | mit Agents                                        |
| 1988 | Pop                                             | FI— ×2DoppelplatinFI | mit Agents                                        |
| 1988 | Hurmio                                          | FI— PlatinFI |                                                   |
| 1989 | Greatest Hits                                   | FI— GoldFI | mit Agents                                        |
| 1990 | Half & Half                                     | FI15 Gold · (1 Wo.)FI | Charteinstieg: 2022 mit Agents                    |
| 1993 | Iltarusko                                       | FI32 (1 Wo.)FI | Charteinstieg: 2021                               |
| 1993 | Muistojen peili                                 | FI13 (13 Wo.)FI | Charteinstieg: 2000                               |
| 1994 | Kulkukoirat                                     | FI— GoldFI | mit Reijo Taipale                                 |
| 1995 | Yksinäisyys osa 2                               | FI24 Platin · (3 Wo.)FI |                                                   |
| 1997 | Kalliovuorten kuu                               | FI13 (5 Wo.)FI |                                                   |
| 1999 | Evergreens                                      | FI32 (3 Wo.)FI |                                                   |
| 2000 | Muukalainen                                     | FI24 (2 Wo.)FI | Erstveröffentlichung: 21. August 2000             |
| 2002 | Surujen kitara – 32 Greatest Hits               | FI3 Platin · (29 Wo.)FI | mit Agents                                        |
| 2007 | Renegades                                       | FI4 Gold · (10 Wo.)FI | Erstveröffentlichung: 29. August 2007 mit Agents  |
| 2008 | Muistojeni laulut - 30 hienointa levytystä      | FI14 (25 Wo.)FI | Erstveröffentlichung: 25. Juni 2008               |
| 2009 | Itse asiassa                                    | FI31 (1 Wo.)FI | Erstveröffentlichung: 21. Oktober 2009            |
| 2011 | Kaikkien aikojen parhaat                        | FI11 (6 Wo.)FI |                                                   |
| 2011 | Tummansininen sävel                             | FI1 ×2Doppelplatin · (18 Wo.)FI | Erstveröffentlichung: 26. Oktober 2011            |
| 2012 | Kultaa ja timantteja - Topi sorsakosken parhaat | FI5 (21 Wo.)FI | Erstveröffentlichung: 26. Oktober 2012            |
| 2023 | Complete - Kaikki levytykset 1984-1992          | FI13 (1 Wo.)FI | Erstveröffentlichung: 1. Dezember 2023 mit Agents |

grau schraffiert: keine Chartdaten aus diesem Jahr verfügbar

### Singles
| Jahr | Titel Album          | Höchstplatzierung, Gesamtwochen, AuszeichnungChartsChartplatzierungen (Jahr, Titel, Album, Platzierungen, Wochen, Auszeichnungen, Anmerkungen) | Anmerkungen |
| Jahr | Titel Album          | FI | Anmerkungen |
| ---- | -------------------- | --- | ----------- |
| 2007 | Kellot soi Renegades | FI12 (3 Wo.)FI | mit Agents  |